# 1555
1555 (MDLV) var ett normalår som började en tisdag i den julianska kalendern.

## Händelser

### Mars
- 11 mars – Svenskarna besegrar ryssarna i slaget vid Kivinäbb (även känt som striden vid Joutselkä).

### April
- 9 april – Sedan Julius III har avlidit den 23 mars väljs Marcello Cervini degli Spannochi till påve och tar namnet Marcellus II. Han utropas dagen därpå, men avlider efter endast tre veckor på posten.[1]

### Maj
- 23 maj – Sedan Marcellus II har avlidit den 1 maj väljs Giovanni Pietro Carafa till påve och tar namnet Paulus IV.
- 30 maj – Gustav Vasa inför inrikespass för handelsresande i Sverige.[2]

### September
- 5 september – Religionsfreden i Augsburg fastslår principen cuius regio, eius religio.
- 15–29 september – Svenskarna gör ett anfall mot Nöteborg som dock misslyckas.

### November
- 20 november – Hövitsmannen i Finland får kungliga order att öva folket i skytte samt bespeja ryssarna.

### Okänt datum
- Gustav tvingas till Finland i elva månader på grund av kriget med Ryssland.
- Gustav Vasa låter fängsla Strängnäsbiskopen Botvid Sunesson på Gripsholm.
- De svenska bönderna får noggranna instruktioner beträffande hemmansklyvning.
- Olaus Magnus ger ut Historia de gentibus septentrionalibus, ("Historia om de nordiska folken") i Rom.
- Ärkebiskopen Laurentius Petri utger en postilla med bearbetningar av tyska predikningar, vilken kommer att användas i Sverige långt in på 1600-talet.

## Födda
- 21 april – Ludovico Carracci, italiensk målare.
- 15 juni – Moderata Fonte, italiensk poet, filosof och författare.
- Petrus Kenicius, svensk ärkebiskop 1609–1636.
- Maria van Schooten, nederländsk frihetshjältinna.

## Avlidna
- 23 mars – Julius III, född Giovanni Maria Ciocchi del Monte, påve sedan 1550.
- 11 april – Johanna den vansinniga, drottning av Kastilien sedan 1504 och av Aragonien sedan 1516.
- 1 maj – Marcellus II, född Marcello Cervini degli Spannochi, påve sedan 9 april detta år.
- 10 juni – Elisabet av Danmark, kurfurstinna av Brandenburg.
- 16 oktober – Hugh Latimer och Nicholas Ridley, engelska biskopar avrättade för kätteri (två av Oxfordmartyrerna).
- 14 november – Stephen Gardiner, engelsk biskop.
- 21 november – Georgius Agricola, tysk humanist, mineralog och metallurg.

### Fotnoter
1. ↑  ”Roman Catholic Church” (på engelska). World Statesmen. http://www.worldstatesmen.org/Catholic.html. Läst 23 november 2012.
2. ↑  Nordisk familjebok 1915 - Pass (läst 4 april 2011)